# Albatros C.XV
O Albatros C.XV foi um avião de reconhecimento militar alemão, desenvolvido durante a Primeira Guerra Mundial pela Albatros-Flugzeugwerke.
Foi o último da série de aviões de reconhecimento de dois lugares da Albatros, e apesar de ter entrado em linha de produção de série durante a guerra, chegou demasiado tarde para ver serviço na guerra.
Apesar disso, durante o período entre guerras mundiais,chegou a ser vendido a proprietários privados e a servir como avião de transporte sobre a designação de fábrica L 47.
Serviu também as forças aéreas de países como a Russia, Turquia e Polónia.

## História
O Albatros C.XV começou por ser desenvolvido a partir do seu predecessor C.XIV, que era substancialmente mais leve comparativamente aos modelos anteriores C.X e C.XII.O método de construção usado no C.XV foi o padrão da Albatros -a fuselagem tinha uma estrutura de madeira contraplacada e as asas usavam longarinas e nervuras de madeira que eram cobertas com tecido. O C.XIV foi o primeiro dos aviões de reconhecimento da Albatros com dois lugares a ter asas escalonadas.
Comparativamente ao C.XII, possuía um motor menos potente, no entanto o seu desempenho não foi diminuído.

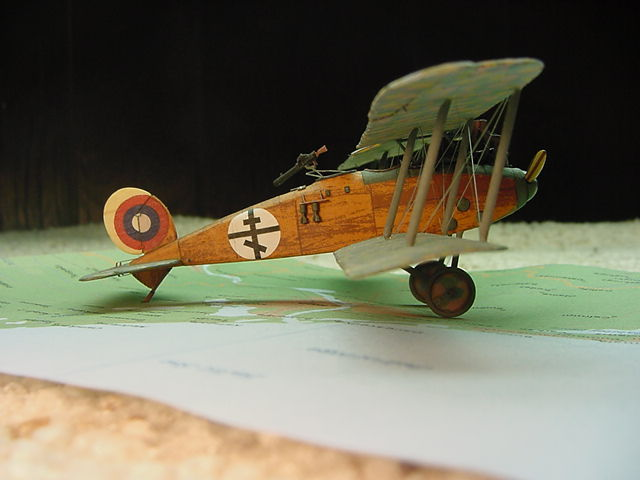

Em alguns Albatros C.XV marcados na Alemanha, uma tabela de três linhas foi afixada na fuselagem, frequentemente próxima à posição do observador. Estes estavam em fontes regulares ou itálico e serviam para indicar o peso máximo e vazio da aeronave.
A força aérea lituana operarou dois Albatros C.XV (pós 1918 - e pintados completamente com escamas de peixe na fuselagem), e o "esquadrão de aviação" do Conde Keller (dos Exércitos Brancos em Riga, Letônia) operou pelo menos um Albatros C.XV, também pós 1918.
Muitos dos outros aviões foram vendidos às forças aéreas da Turquia nos anos 20 e à Polónia, tendo também sido vendidos alguns a privados.Durante os anos 20 foram usados tanto para treino de pilotagem como para transporte de passageiros.

## Operadores
Império Alemão
- Luftstreitkräfte

 Letônia
- Força Aérea da Letónia

 Lituânia
- Força Aérea da Lituânia

 Polónia
- Força Aérea Polaca

 União Soviética
- Força Aérea Soviética

 Turquia
- Força Aérea Turca

 Albânia
- Força Aérea da Albânia

## Especificações

### Características gerais
Tinha dois assentos e por isso ocupavam neles um piloto e um observador. Possuía um comprimento de 8,85m(29 pés 0 pol.), uma envergadura de 14,37m(47 pés 2 pol.) e uma altura de 3,25m (10 pés 8pol.).A área das asas era de 42,7m(459 pés 2 pol.).

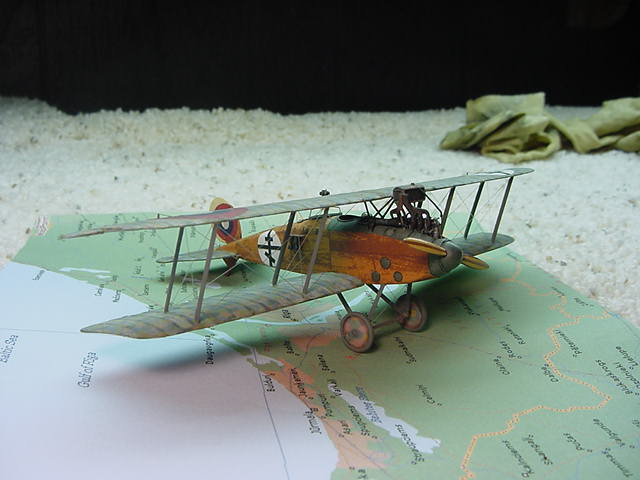
Modelo em Escala 1/72 de um Albatros C.XV da Guerra Civil Russa

A nível do peso o seu peso:vazio era de 1.021 kg(2.250 lb) e  carregado de 1.639 kg(3.613 lb).
Era movido por um motor Mercedes D.IVa com uma potência de 190 kW(260 hp).

### Desempenho
- Velocidade máxima: 175 km/ h (110 mph)
- Altura máxima: 5.000 m (16.400 pés)

### Armamento
- 1 × metralhadora Spandau LMG 08/15 de 7,92 mm (0,312 pol)
- Metralhadora Parabellum MG14 de 1 × 7,92 mm (0,312 pol.) para o observador(assento de trás).